# Parksia libocedri
Parksia libocedri är en svampart som beskrevs av E.K. Cash 1945. Parksia libocedri ingår i släktet Parksia, ordningen disksvampar, klassen Leotiomycetes, divisionen sporsäcksvampar och riket svampar.   Inga underarter finns listade i Catalogue of Life.